# Sylvia (1965)
Sylvia (bra Sylvia) é um filme estadunidense de 1965, do gênero drama romântico, dirigido por Gordon Douglas, com roteiro de Sidney Boehm baseado no livro Sylvia, de E. V. Cunningham.

## Sinopse
Milionário contrata um detetive para investigar o passado de sua misteriosa noiva.

## Elenco
- Carroll Baker ....... Sylvia
- George Maharis ....... Alan Macklin
- Joanne Dru ....... Jane (Bronson) Phillips
- Peter Lawford ....... Frederic Summers
- Viveca Lindfors ....... Irma Olanski
- Edmond O'Brien ....... Oscar Stewart
- Aldo Ray ....... Jonas Karoki
- Ann Sothern ....... Mrs. Argona / Grace Argona
- Lloyd Bochner .......  Bruce Stamford III
- Paul Gilbert ....... Lola Diamond
- Nancy Kovack ....... Big Shirley
- Paul Wexler ....... Peter Memel
- Jay Novello ....... Padre Gonzales
- Connie Gilchrist ....... Molly Baxter
- Alan Carney ....... Gus